# Sorocha tolimana
Sorocha tolimana är en skalbaggsart som beskrevs av Ohaus 1935. Sorocha tolimana ingår i släktet Sorocha och familjen Rutelidae. Inga underarter finns listade i Catalogue of Life.